# York Art Gallery
Die York Art Gallery ist ein Museum und eine Kunstgalerie in York, England, mit einer vielfältigen Sammlung von Gemälden, Drucken, Aquarellen, Zeichnungen und Keramiken, die vom 14. Jahrhundert bis zur Gegenwart reichen. Die Galerie wurde 1879 gegründet.

## Geschichte
Die York Art Gallery wurde 1879 in Verbindung mit der zweiten Yorkshire Fine Art and Industrial Exhibition gegründet. Nach der Ausstellung wurde die Yorkshire Fine Art and Industrial Institution gegründet, um eine permanente Kunstsammlung zu unterhalten, die durch Schenkungen und Leihgaben erweitert wurde.

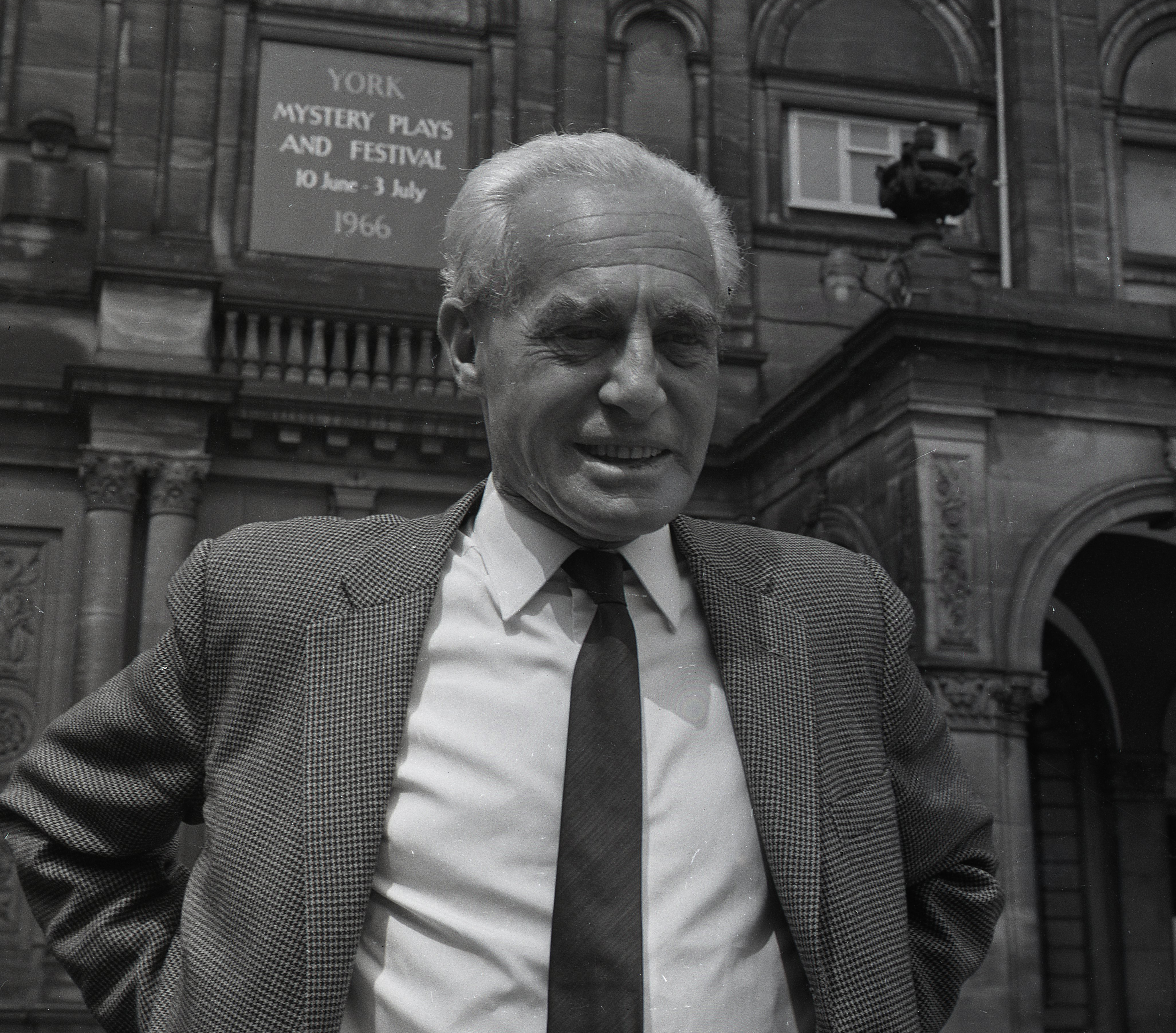
Hans Hess, York Art Gallery, 1966

Während des Zweiten Weltkriegs diente das Gebäude militärischen Zwecken und wurde 1942 beschädigt. Nach dem Krieg erlebte die Galerie unter der Leitung von Hans Hess einen Neuanfang, der durch bedeutende Schenkungen unterstützt wurde. Im 20. Jahrhundert erweiterte die Galerie ihre Sammlung weiter, musste aber auch Rückschläge hinnehmen, wie den Diebstahl eines Gemäldes 1979 und einen bewaffneten Raubüberfall 1999. In den Jahren 2005 und 2013 bis 2015 wurden Renovierungsarbeiten durchgeführt, die den Ausstellungsraum erheblich vergrößerten. Seit der Renovierung erhebt die Galerie wieder Eintrittsgelder.

## Sammlung

### Gemälde

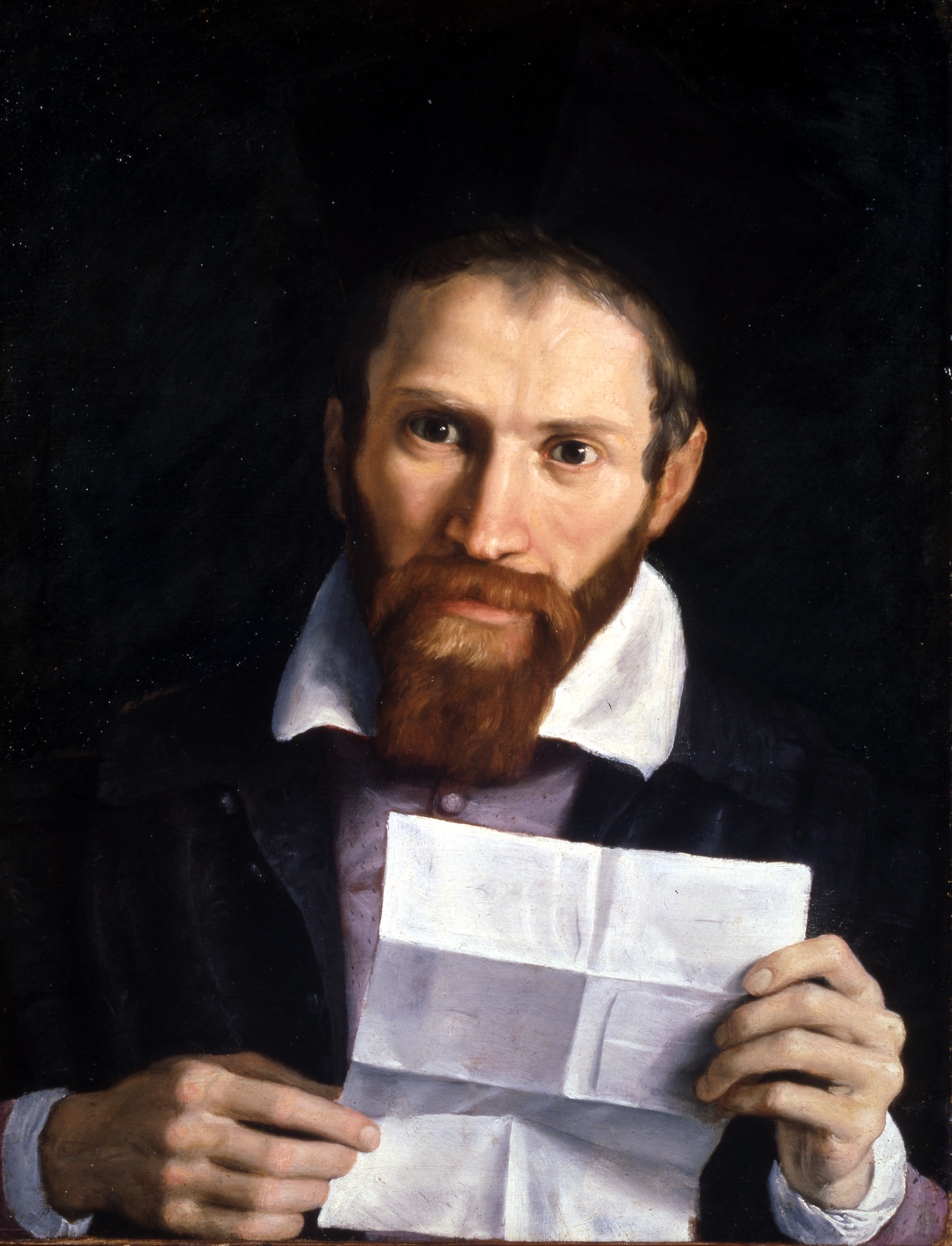
Domenichino (1581–1641): Bildnis des Monsignore Giovanni Battista Agucchi

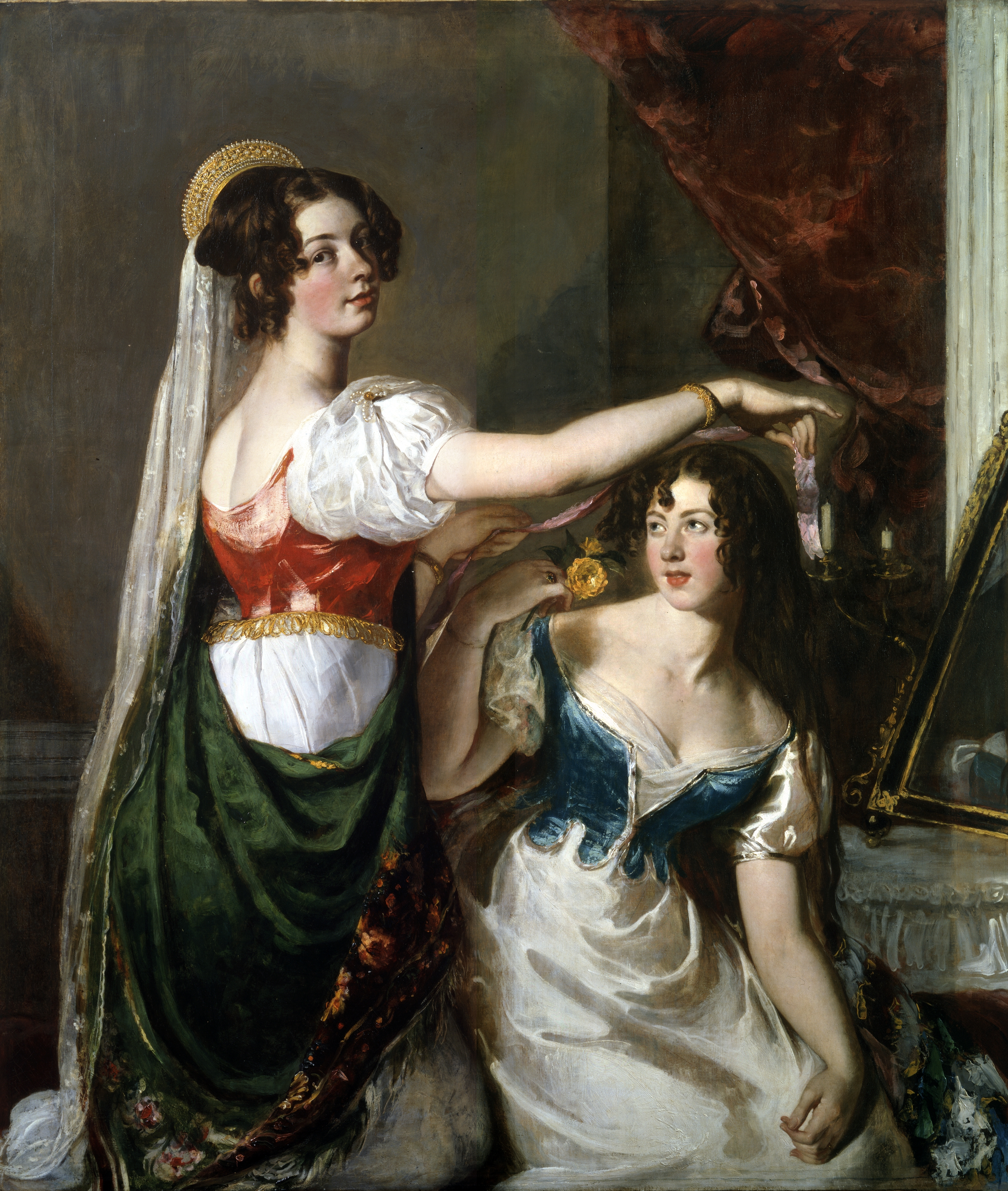
William Etty (1787–1849): Vorbereitungen für einen Kostümball

Die Galerie besitzt über 1500 Kunstwerke von mehr als 650 Künstlern, darunter bedeutende Werke der abendländischen Malerei. Darunter befinden sich italienische Altarbilder aus dem 14. Jahrhundert, das frühe 17. Jahrhundert ist mit dem „Bildnis des Monsignore Giovanni Battista Agucchi“ von Annibale Carracci vertreten, sowie Werke der niederländischen Malerei aus dem 17. Jahrhundert. Aus dem 19. Jahrhundert stammen Werke französischer Künstler, die als Vorläufer und Zeitgenossen der Impressionisten gelten. Die britische Malerei reicht vom 16. Jahrhundert bis in die Gegenwart, wobei der Schwerpunkt auf der Porträtmalerei des 17. und 18. Jahrhunderts liegt, darunter Werke von Giambattista Pittoni und auch Veduten von Bernardo Bellotto. Die Sammlung umfasst viktorianische Sittenbilder und Werke der Camden Town Group aus dem frühen 20. Jahrhundert, die mit Walter Sickert in Verbindung stehen. Zeitgenössische Künstler wie Paul Nash, L. S. Lowry, Ben Nicholson und der in der Schweiz geborene Luigi Pericle Giovanetti sind ebenfalls vertreten. Besonders hervorzuheben ist die umfangreiche Sammlung von Werken des in York geborenen Künstlers William Etty sowie bedeutende Arbeiten von Albert Moore.

### Werke auf Papier

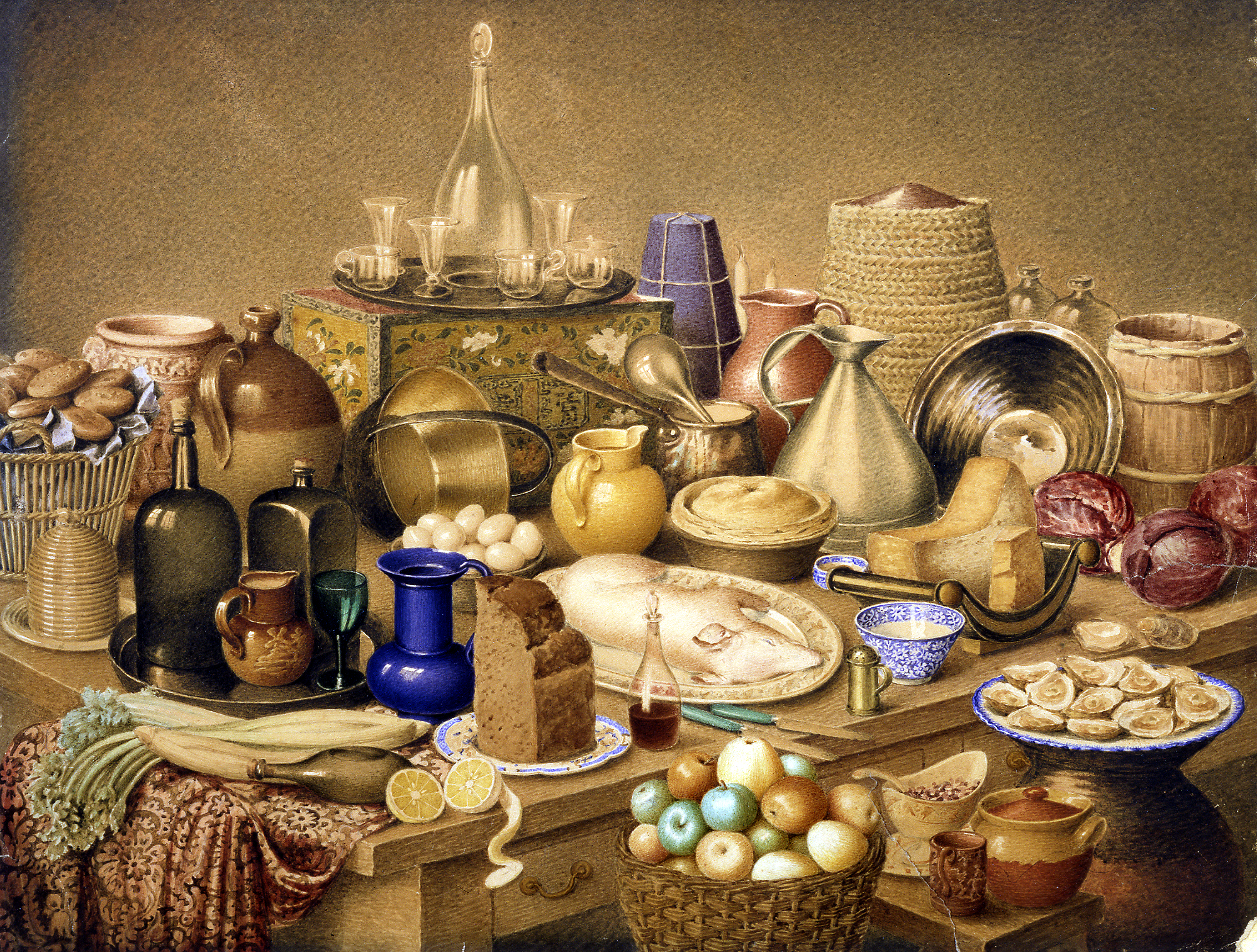
Mary Ellen Best (1809–1891): Die Anrichte

Die Sammlung umfasst über 17.000 Zeichnungen, Aquarelle und Drucke, wobei der Schwerpunkt auf Ansichten von York liegt. Über 4.000 dieser Werke sind Aquarelle und Zeichnungen, viele von lokalen Künstlern wie Henry Cave, John Harper, John Browne und Patrick Hall. Bedeutende Aquarellisten wie Thomas Rowlandson, John Varley, Thomas Girtin und J. M. W. Turner sind ebenso vertreten wie Maler des 20. Jahrhunderts, darunter Edward Burra, John Piper und Julian Trevelyan. Die Galerie beherbergt auch das Archiv des Künstlers William Etty.

### Angewandte Kunst
Die Sammlung der angewandten Kunst umfasst mehr als 3000 dekorative Objekte. Darunter befinden sich vor allem Keramiken aus Yorkshire vom 16. bis zum frühen 20. Jahrhundert. Ergänzt wird die Sammlung durch chinesische und koreanische Keramik aus dem 18. und 19. Jahrhundert.

### Studiokeramik

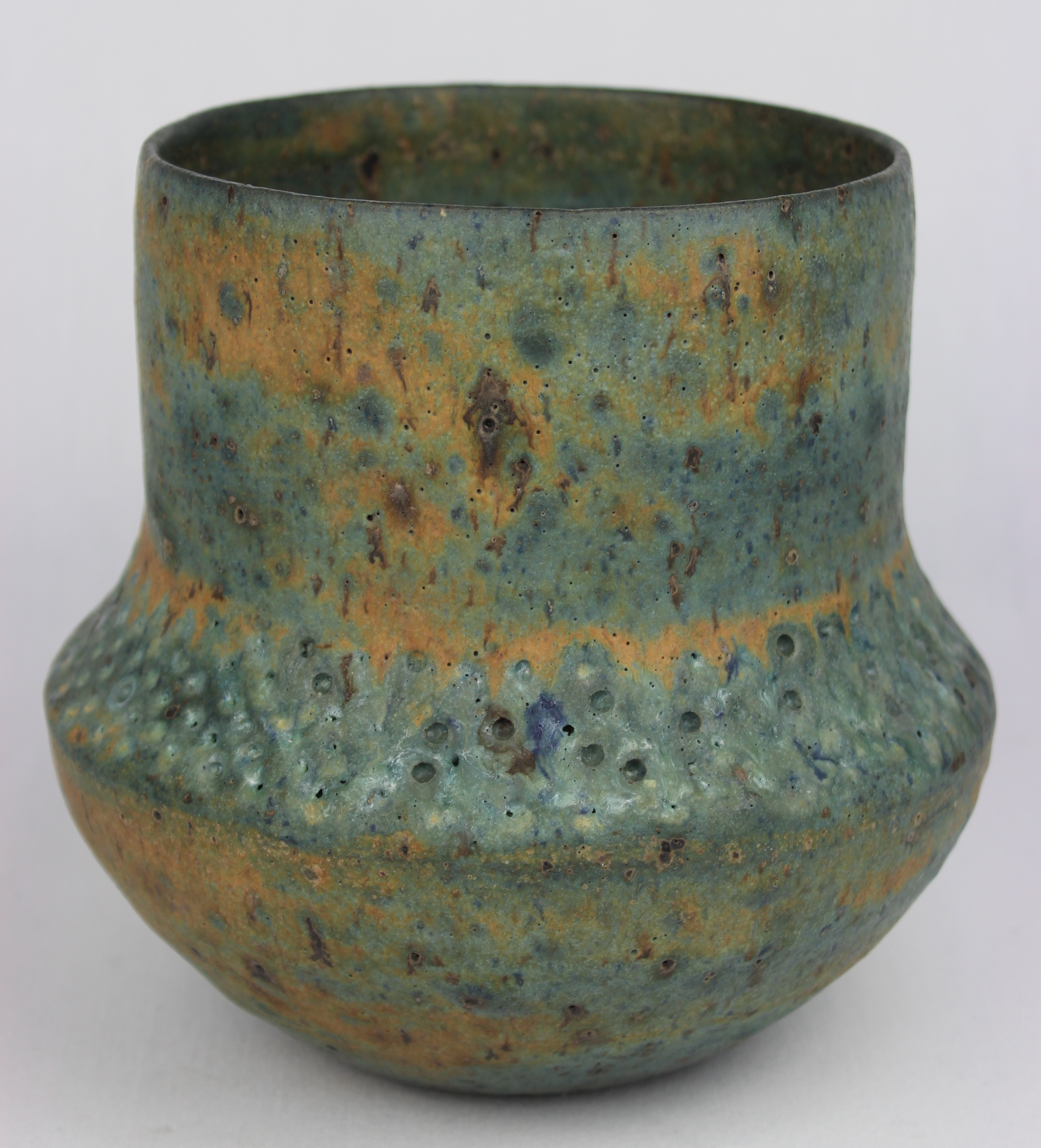
Gedrehte Vase von Lucie Rie

Die Galerie beherbergt eine umfangreiche Sammlung britischer Studiokeramik (Studio pottery) mit über 5000 Stücken. Darunter befinden sich Werke von bekannten Keramikern wie Bernard Leach, Shoji Hamada, William Staite Murray, Michael Cardew, Lucie Rie, Hans Coper, Jim Malone und Michael Casson. Die Sammlung ist eine der bedeutendsten in Großbritannien und dokumentiert die Entwicklung der britischen Studiokeramik.